# Грюнвальдская битва
Грюнва́льдская битва (Битва при Та́нненберге, Битва при Жальгирисе) — решающее сражение Великой войны 1409—1411 годов, происшедшее 15 июля 1410 года. Союз Королевства Польского и Великого княжества Литовского под предводительством короля Владислава II Ягайло и великого князя литовского Витовта одержал решающую победу над войском Тевтонского ордена. Большинство рыцарей ордена было убито или взято в плен. Несмотря на поражение, крестоносцы смогли выдержать двухмесячную осаду столицы и понесли лишь незначительные территориальные потери в результате Торуньского мира 1411 года. Территориальные споры продолжались до заключения Мельнского мира 1422 года. Тем не менее Тевтонский орден так и не смог оправиться от поражения, а жёсткие внутренние конфликты привели к экономическому упадку. Грюнвальдская битва привела к перераспределению баланса сил в Восточной Европе и ознаменовала восход польско-литовского союза до уровня доминирующей военно-политической силы в регионе.
Грюнвальдская битва была одной из крупнейших битв средневековой Европы и является одной из важнейших побед в истории Польши и ВКЛ.

## Название
Битва проходила на территории государства Тевтонского ордена, в местности, расположенной между тремя деревнями: Грюнвальд (на западе), Танненберг (на северо-востоке) и Людвигсдорф (на юге). Ягайло упоминал на латыни это место как in loco conflictus nostri, quem cum Cruciferis de Prusia habuimus, dicto Grunenvelt («в том месте, где мы воевали с прусскими крестоносцами, известном как Груненвелт»). Поздние польские летописцы ошибочно передали название Grunenvelt («зелёное поле» по-нижненемецки) как Grunwald («Грюнвальд»), что на верхненемецком означает «зелёный лес». Литовцы последовали за этой традицией и перевели это название как Žalgiris. Немцы назвали битву Танненбергской, от названия деревни Tannenberg (с нем. — «пихтовый холм»). В белорусско-литовской летописи 1446 года битва называется Дубровенской — от названия ближайшего города, Домбрувно (пол. Dąbrówno).

## Источники информации

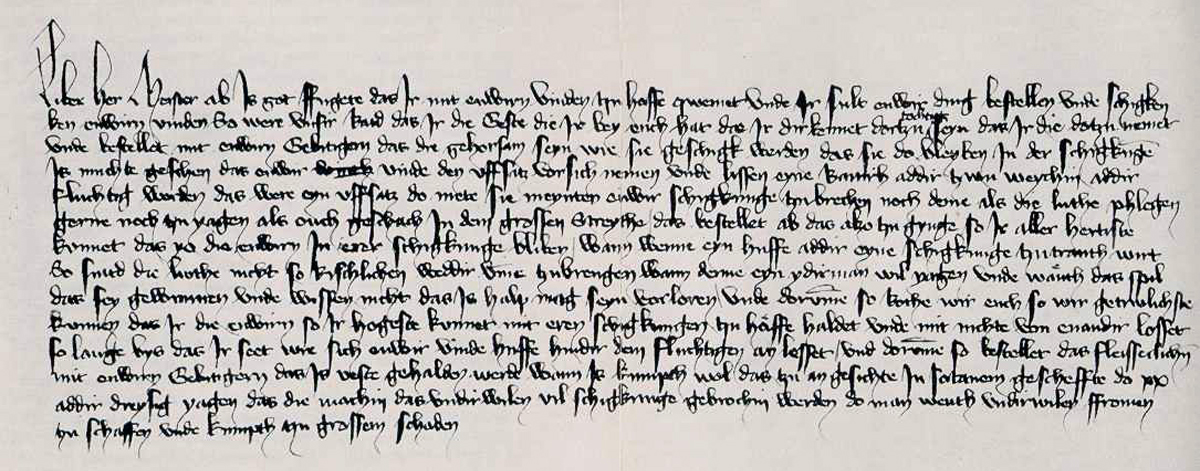
Анонимное письмо, датируемое временами Великой Битвы (между 1411 и 1413 годами) и являющееся одним из немногих источников тех времён

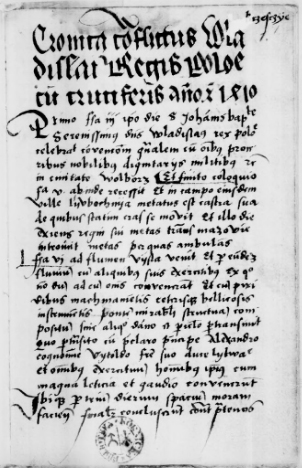
Наиболее важным источником о Грюнвальдской битве является Cronica conflictus Wladislai Regis Poloniae cum cruciferis anno Christi 1410

## Исторический контекст

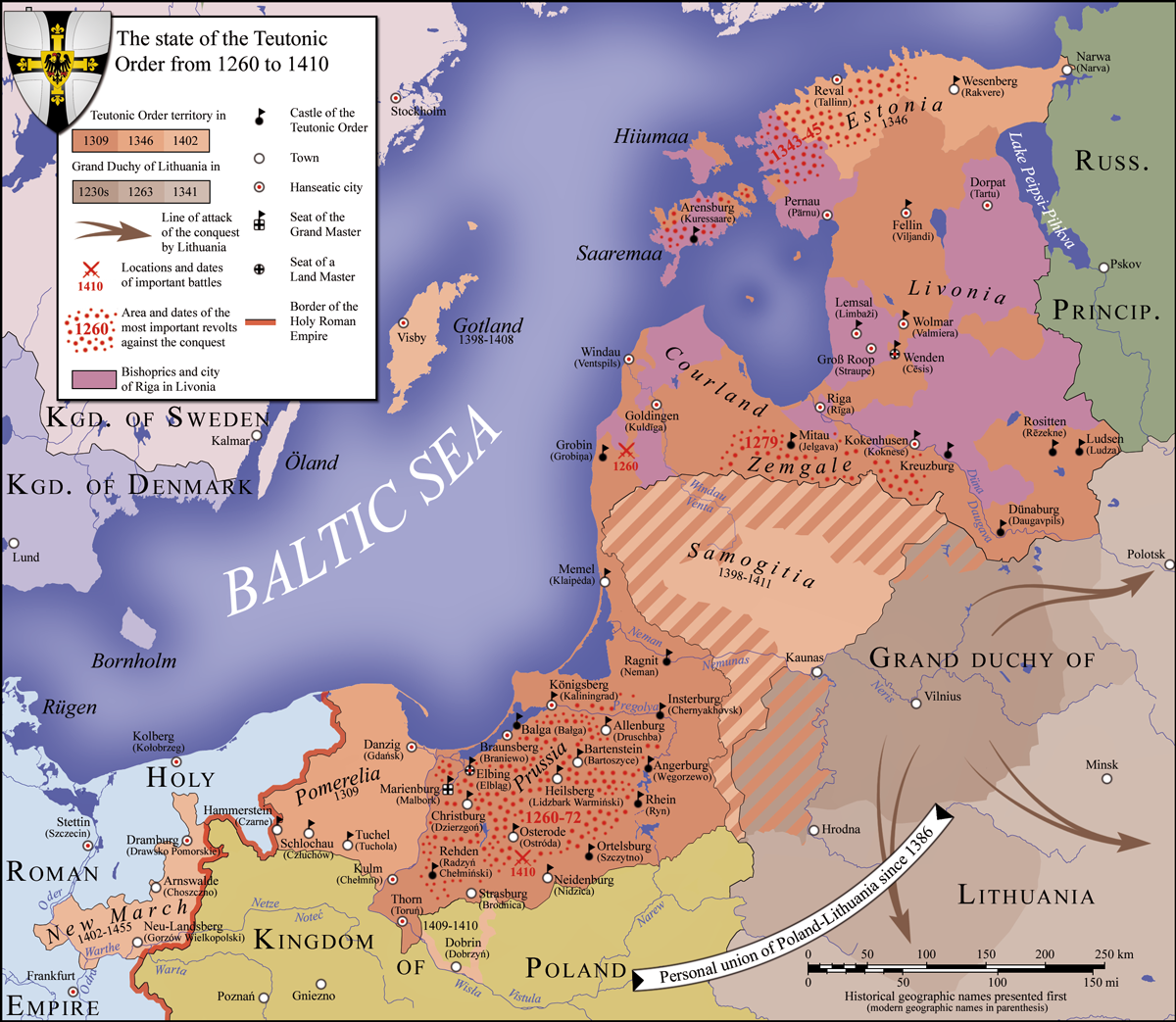
Территория государства Тевтонского ордена в период между 1260 и 1410 годами; места и даты важнейших битв, включая Грюнвальдскую, обозначены красными скрещёнными мечами

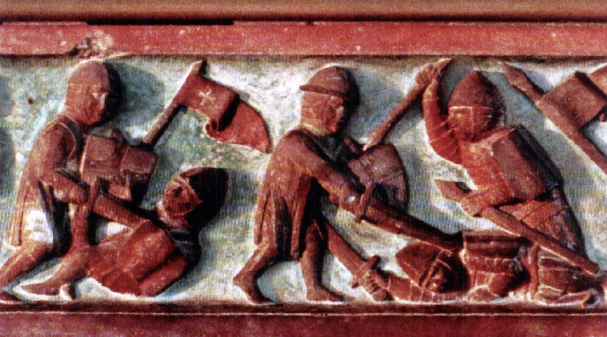
Литовцы сражаются с тевтонскими рыцарями. Барельеф замка Мариенбург, середина XIV столетия

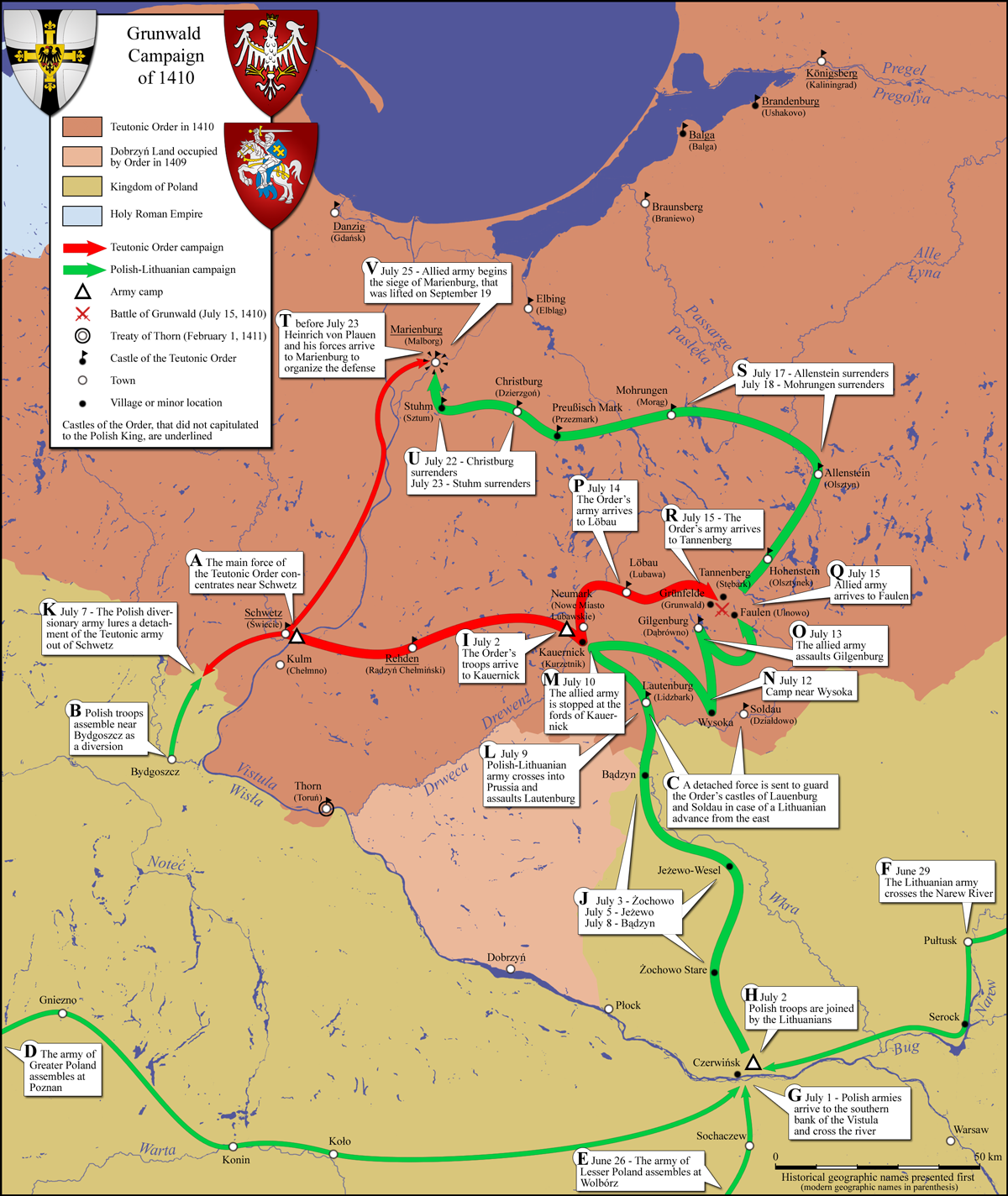
Грюнвальдская кампания 1410 года

### Тевтонский орден

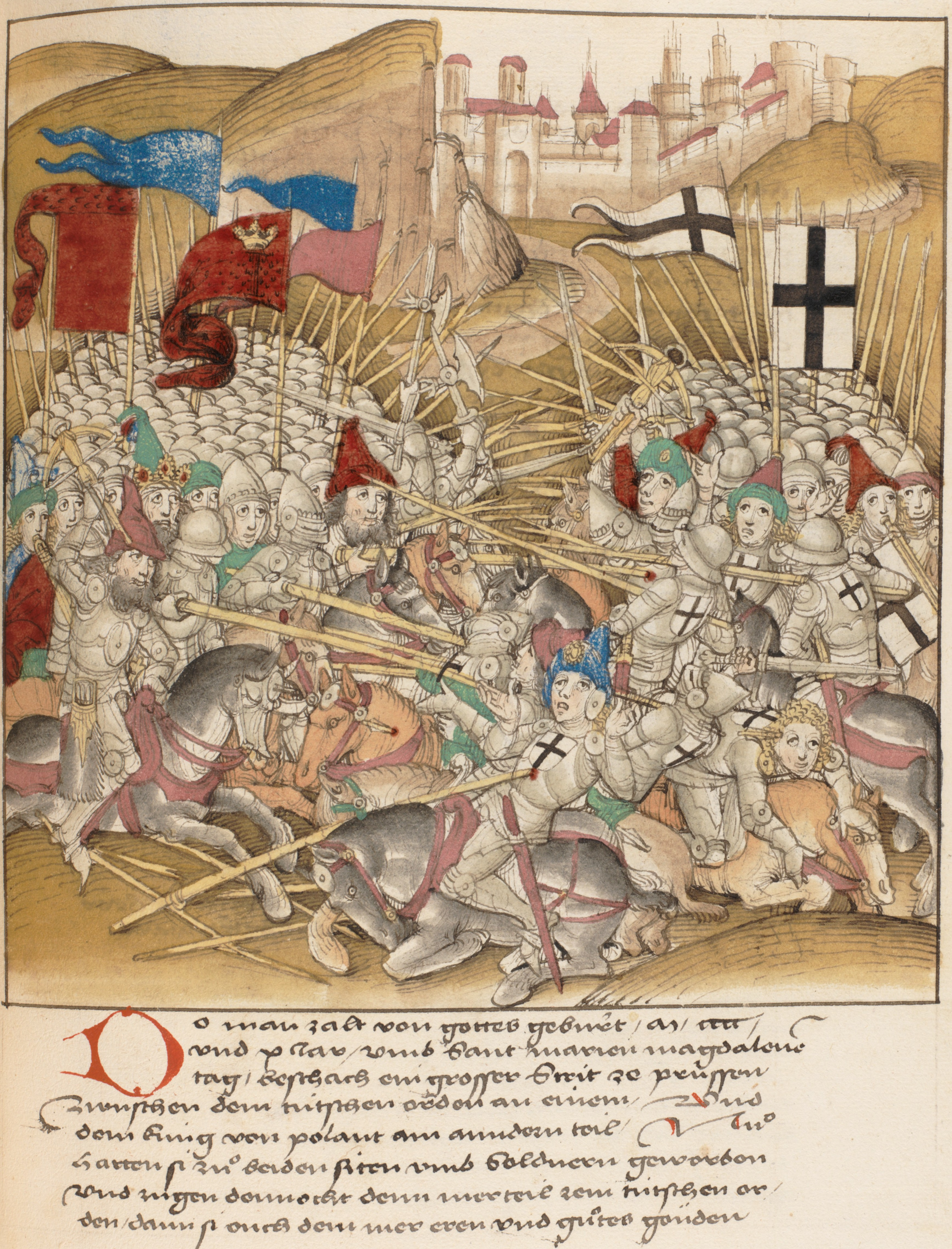
Битва при Грюнвальде. Миниатюра из «Бернской хроники» Диболда Шиллинга Старшего (1483)

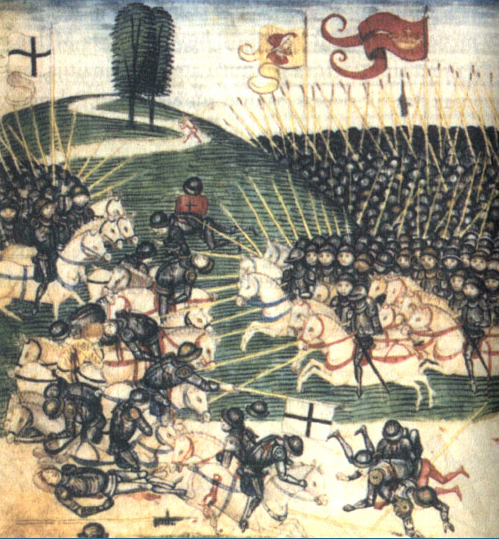
Битва при Грюнвальде. Миниатюра из «Люцернской хроники» Диболда Шиллинга Младшего (1513)

### Польско-литовское войско

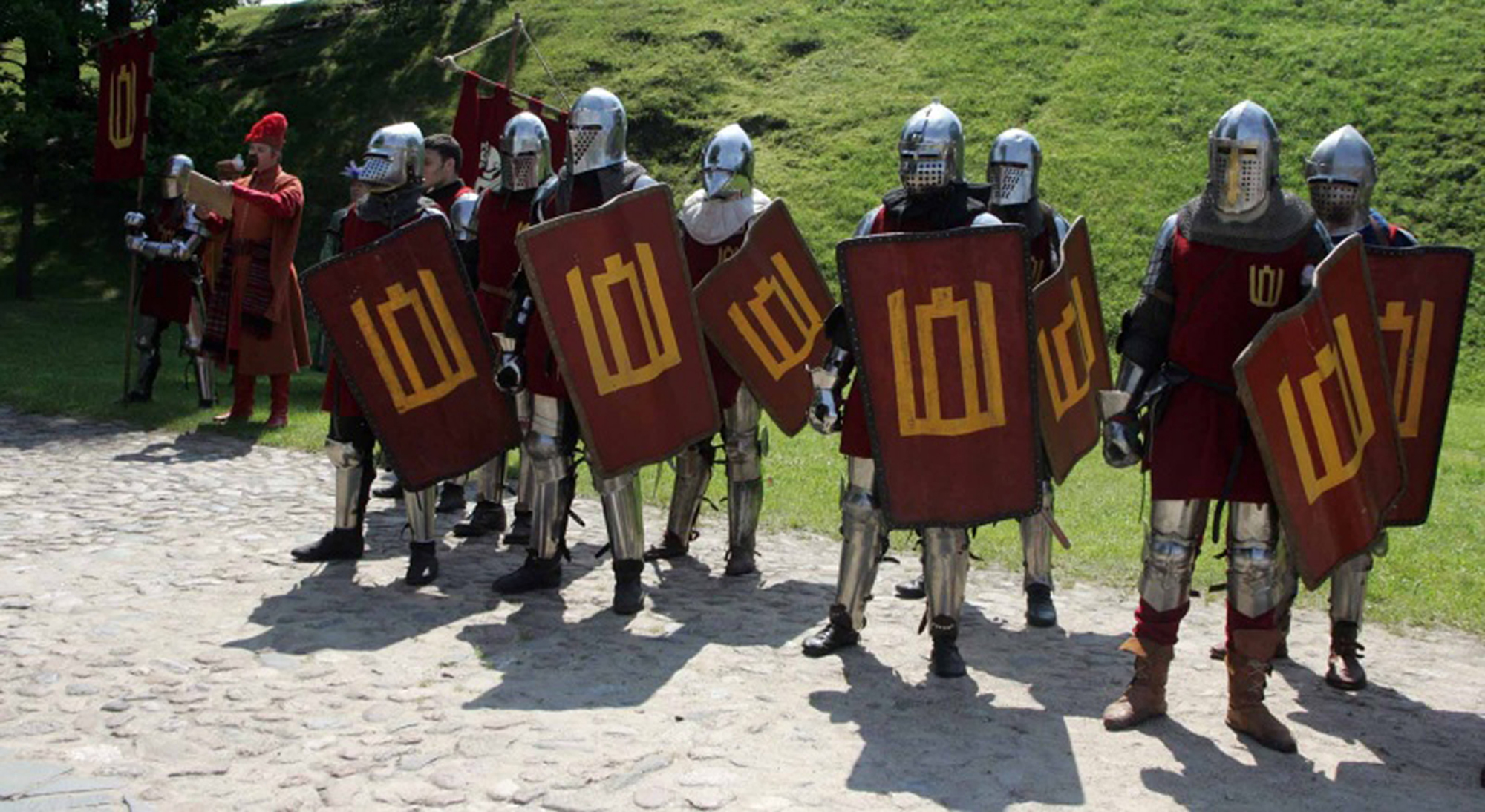
Современная реконструкция доспехов, которые носила тяжёлая литовская пехота в XIV—XV в. На щитах изображены Столпы Гедимина.

### Начало

Начальный этап битвы в полдень, первое нападение на литовское крыло и контрнаступление после уничтожения армии Ордена

### Отступление литовского войска

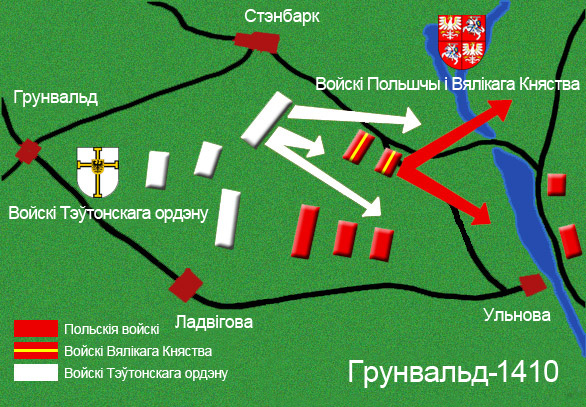
Отступление литовского войска

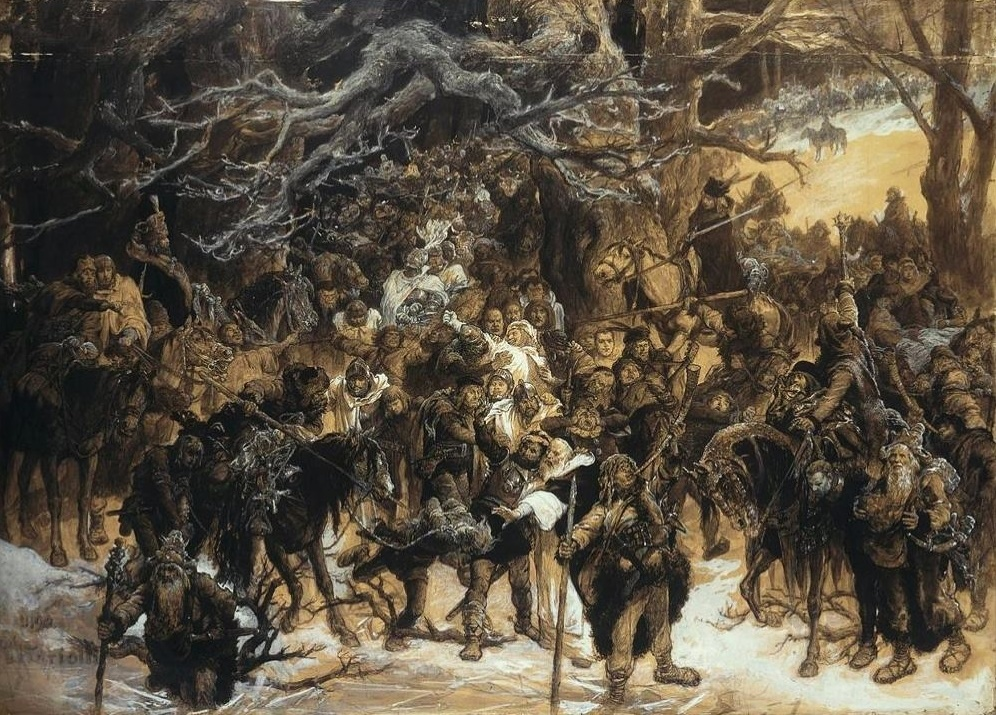
Михал Эльвиро Андриолли. «Возвращение литовцев», 1892 г. Национальный музей Варшавы.

### Польско-тевтонское сражение

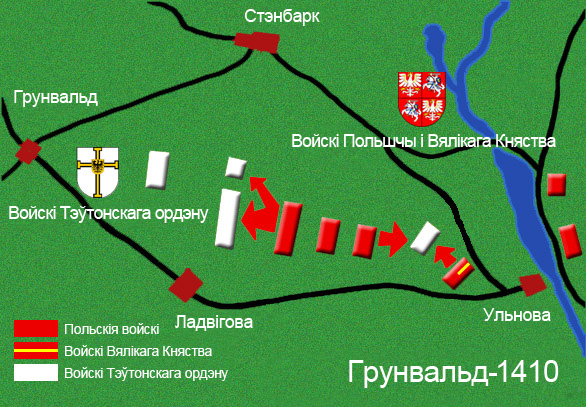
Атака польско-литовских войск с правого фланга

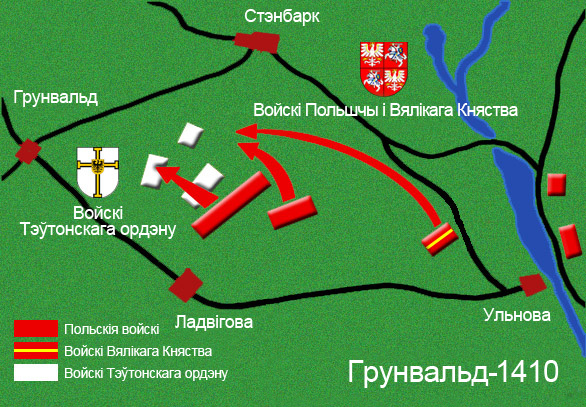
Польская тяжёлая кавалерия проникает внутрь тевтонских сил.